# Abgeordneten-Wohnhäuser (Bonn)

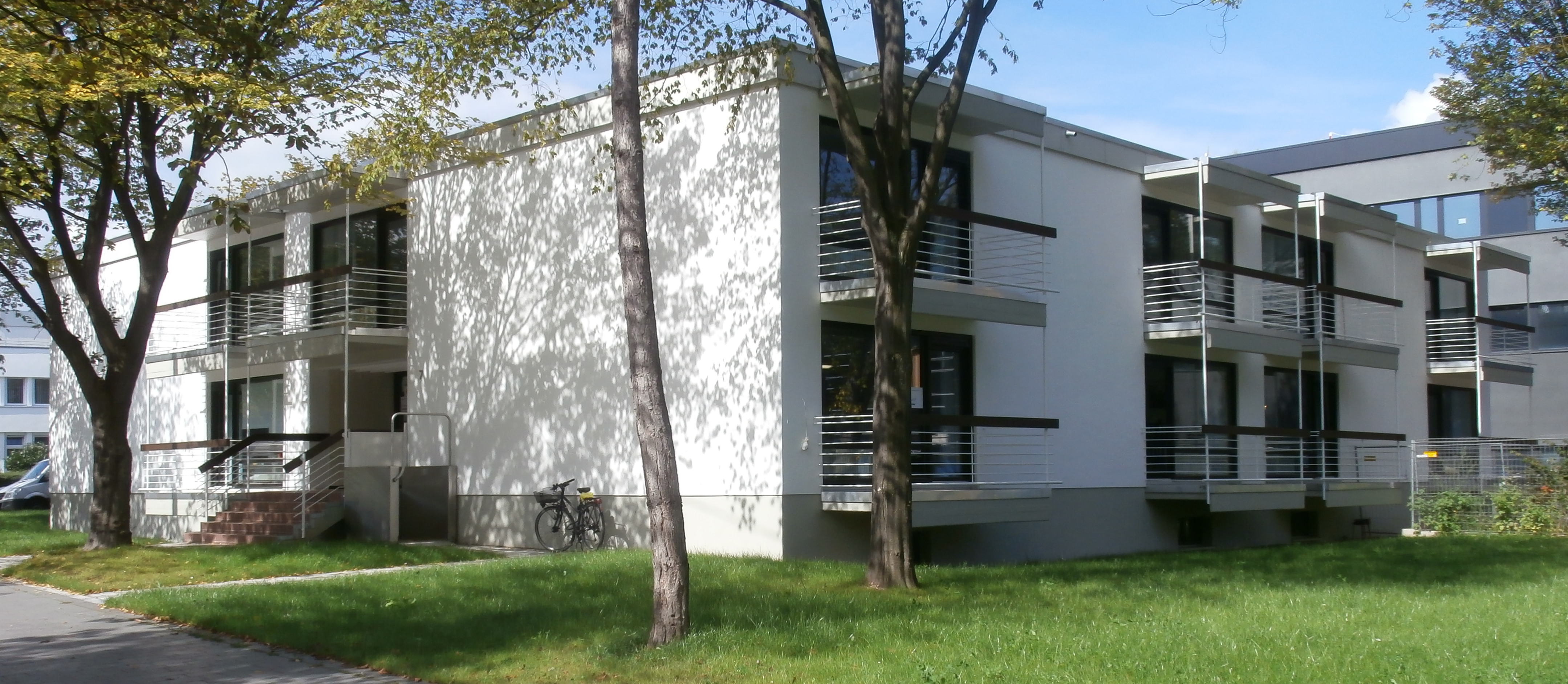
Eines der ehemaligen Abgeordneten-Wohnhäuser an der Heussallee (2014)

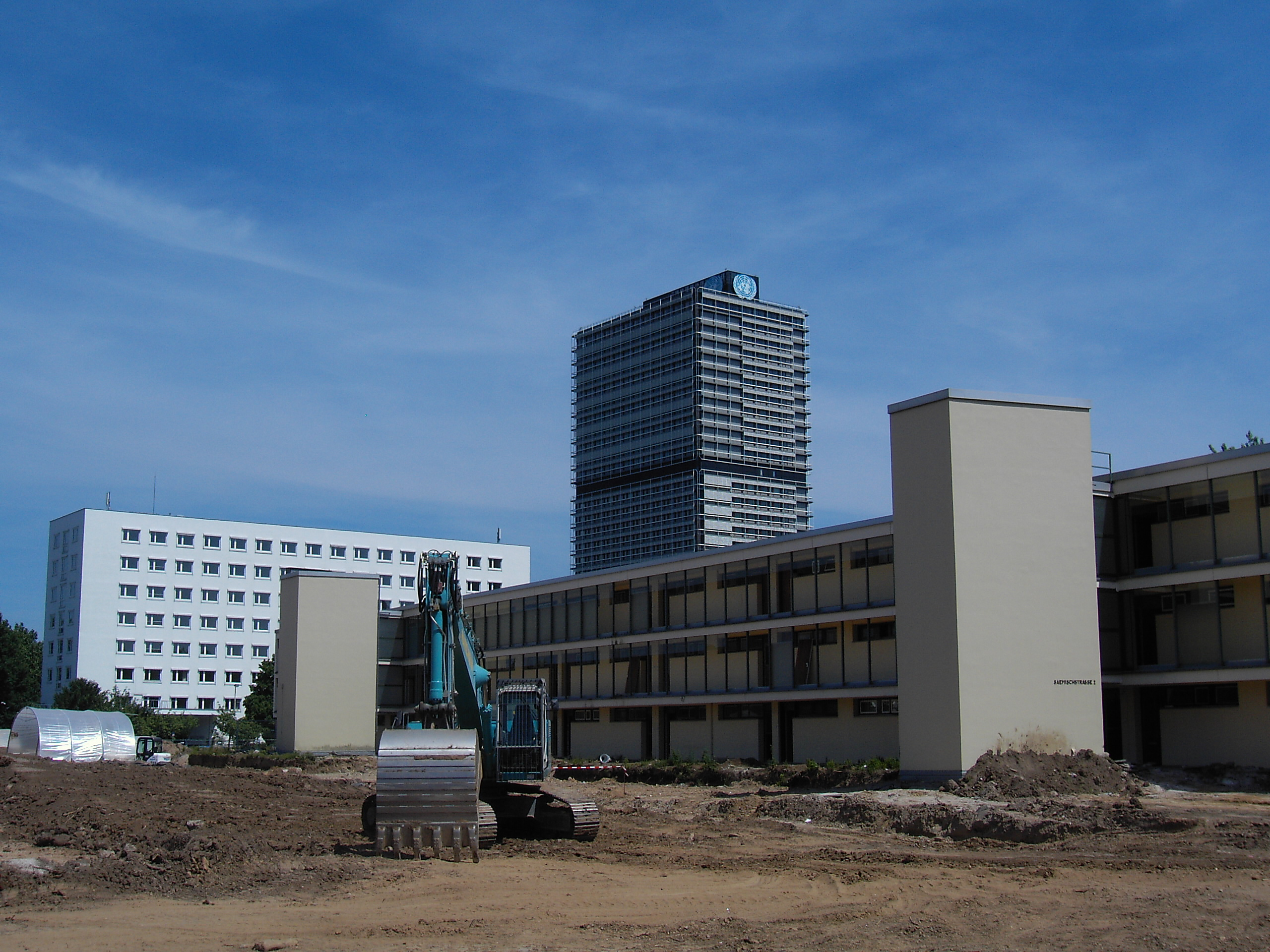
Ehemaliges Abgeordneten-Wohnhaus an der Saemischstraße, Aufnahme kurz vor dem Abbruch (2006)

Die Abgeordneten-Wohnhäuser im Bonner Ortsteil Gronau entstanden in den 1960er-Jahren als Zweitwohnung für Abgeordnete des Deutschen Bundestages. Die erhaltenen Appartementhäuser Heussallee 7–11 befinden sich im Zentrum des ehemaligen Parlaments- und Regierungsviertels (heute Bundesviertel) in unmittelbarer Nähe zu den ehemaligen Bundestagsgebäuden, darunter das Bundeshaus mit Plenarsaal und der Lange Eugen.

## Geschichte
Das erste Wohngebäude mit 65 Wohneinheiten entstand 1959–1960 an der Saemischstraße nach einem Entwurf des Karlsruher Architekten Karl Selg (1918–1981).  Nach einem Beschluss des Bundestages vom November 1963 folgten 1965/66 im Auftrag der Deutschen Bau- und Grundstücks-AG unter Leitung der Bundesbaudirektion und der späteren Planungsgruppe Stieldorf an der Heussallee anstelle vormaliger Feldhütten für Journalisten aus dem Bestand des Bundesverteidigungsministeriums drei weitere Appartementhäuser mit je 23 Wohneinheiten; die Baugenehmigung wurde im September 1965 erteilt und die Gebrauchsabnahme erfolgte im Oktober 1966. Als Gartenarchitekt wirkte der Bonner Heinrich Raderschall. Anfänglich wurden die Wohnungen entgegen ihrer eigentlichen Zweckbestimmung aufgrund der damaligen Raumnot in Bonn von den Abgeordneten (auch) als Arbeitszimmer genutzt; aufgrund ihrer Nähe zum Bundeshaus und ihres günstigen Preises waren sie begehrt und wurden über Kontingente pro Fraktion sowie Wartelisten vergeben. Vom Bundestag direkt angemietet wurden die Kellerräume an der Saemischstraße und der Heussallee.
Bis zum Umzug des Bundestages im Zuge der Verlegung des Parlaments- und Regierungssitzes nach Berlin 1999 wohnten in den beiden Gebäudereihen Abgeordnete aller Fraktionen. Nach vorübergehendem Leerstand sollten die Häuser durch das Informationszentrum der Vereinten Nationen zum nahegelegenen UN-Campus genutzt werden, waren aber nach einer zunächst für Mitte 2009 geplanten Sanierung für eine Wohnnutzung vorgesehen. Während das zur Saemischstraße gelegene Laubenganghaus ebenso wie die Straße selbst 2006 für den Erweiterungsneubau des World Conference Centers abgerissen wurde, sind die drei zur Heussallee gelegenen Häuser von 1965/66 erhalten worden, da sie in ihrer Randlage besser in das Gesamtkonzept zum Bau des Kongresszentrums zu integrieren waren. Sie stehen aufgrund ihrer Bedeutung für die städtebauliche Entwicklung des Regierungsviertels seit 2000 als Baudenkmal unter Denkmalschutz.
Die zwischenzeitlich in städtisches Eigentum übergegangenen Abgeordneten-Wohnhäuser wurden zunächst in Teilen (zwei der drei Häuser) bis Frühjahr 2014 bei Kosten von 8,4 Millionen Euro saniert und im Januar 2015 der Bonn Conference Center Management GmbH (BonnCC) übergeben. Die Appartements sollten insbesondere an Kongressteilnehmer vermietet, möglicherweise auch als Boardinghäuser für den Konferenzbetrieb genutzt werden. Für das Haus Nr. 11 war eine Nutzung als Bürogebäude für konferenznahe Dienstleistungen der Tourismus & Congress GmbH vorgesehen. Das Haus Heussallee 7 wurde bis März 2017 noch als Baubüro für Restarbeiten und Mängelbeseitigung am WCCB genutzt und konnte erst danach saniert werden. Die Inbetriebnahme von zwei der drei Häusern als Boardinghäuser erfolgte schließlich von Juni bis August 2017, das dritte Haus dient als Rezeption und beheimatet ansonsten die Tourismus & Congress GmbH.

## Architektur
Das erste, nicht erhaltene Wohngebäude von 1959/60 (ehemals Saemischstraße 2–4) war als 100 Meter langes, dreigeschossiges und flachgedecktes Laubenganghaus ausgeführt, dessen Straßenfront verglaste Korridore sowie zwei aus der Bauflucht vorragende und nach drei Seiten geschlossene, trapezförmige Treppenhäuser als Erschließung der beiden Obergeschosse beinhaltete. Rückwärtig bestanden als Entsprechung der straßenseitigen Korridore durchlaufende überdachte Balkone, die die Fassade in längsrechteckige Felder gliederten. Die Wohneinheiten wurden jeweils durch einen Raum gebildet, der die ganze Tiefe des Raums einnahm und durch Trennwände in Küche, Bad und Schlafnische aufgeteilt war.
Die drei erhaltenen und unter Denkmalschutz stehenden Appartementhäuser von 1965/66 (Heussallee 7–11) zwischen Karl-Carstens-Straße und Platz der Vereinten Nationen sind zweigeschossige, weißverputzte Kubusse auf annähernd quadratischem Grundriss. Sie erfahren eine rhythmische Gliederung durch paarweise übereinandergesetzte, durch filigrane Brüstungen miteinander verbundene Sichtbeton-Balkons. Einen Kontrast zu dem weißen Putz bilden das dunkle Naturholz der Fenster- und Türlaibungen sowie der Dachkante. Die Wohneinheiten waren als Einzimmerwohnungen ausgeführt mit einer durch beide Geschosse geführten und mit Lichtkuppeln erhellten Halle, um die sich Küche, Bad und Balkon gruppierten.

„Die [Abgeordneten-Wohnhäuser] sind im Sinne eines ‚Neuen Wohnens‘ vorbildlich.“

„[Die Wohnhäuser] gehören zu den atmosphärischen Besonderheiten des Viertels, die das Auratische des Ortes, den genius loci ausmachen, über ihre, in diesem Fall, auch architekturgeschichtliche Bedeutung hinaus.“

„Die sorgfältige Bepflanzung der Umgebung bildet zusammen mit der sachlichen Architektur ein harmonisches Ensemble.“

## Bekannte Bewohner
- Irma Blohm (Saemischstraße)[26]
- Manfred Carstens[8]
- Peter Conradi (Saemischstraße)[8]
- Alfred Dregger (Saemischstraße)[26]
- Rudolf Dreßler[8]
- Joschka Fischer (Saemischstraße)[27][28][29]
- Gustav Heinemann (Saemischstraße)[30]
- Jürgen Möllemann[8]
- Dietrich Rollmann (Saemischstraße)[26]
- Jürgen Wohlrabe (Saemischstraße)[26]